# Anastasia (aflevering)
Anastasia is de vierde aflevering van het eerste seizoen van de televisieserie Boardwalk Empire. De episode werd geregisseerd door Jeremy Podeswa. Anastasia werd in de Verenigde Staten voor het eerst uitgezonden op 10 oktober 2010.

## Verhaal
Jimmy is in Chicago aangekomen. Tijdens een verblijf bij de prostituee Pearl ontdekt hij al snel dat zijn nieuwe collega, de impulsieve Al Capone, geen gewone jongen is. Maar de twee kunnen het goed met elkaar vinden, mede door hun recent gezamenlijk oorlogsverleden. Al snel krijgen Jimmy en Al ruzie met de Ierse misdaadbaas Charlie Sheridan. Wanneer Al vervolgens een grote mond opzet, laat Sheridan de prostituee Pearl zwaar verminken.
Nucky Thompson heeft het druk met het voorbereiden van zijn eigen verrassingsfeest. Hij is jarig en dat betekent dat heel wat belangrijke politici aanwezig zullen zijn. Het feestje is de uitgelezen kans om zaken te doen. Ook Margaret belandt op het feestje. In een mooie jurk, die ze in dienst van haar werkgever draagt, loopt ze Nucky tegen het lijf. Margaret is het tegenbeeld van Nucky's vriendin Lucy, maar dat weerhoudt hem er niet van om met haar te dansen. Even voelt ze zich als een prinses, maar wanneer Lucy vervolgens halfnaakt uit een grote taart springt, lijkt haar droom in duigen te vallen.
Ondertussen heeft Eli van zijn broer de opdracht gekregen om de moordenaar van een van Chalky's vrienden te zoeken. Eli begrijpt niet waarom hij zich moet bezighouden met de dood van een zwarte man, maar Nucky stelt dat hij bij de verkiezingen de stem van de 20% zwarten nodig heeft. Zijn zoektocht leidt hem naar een vergadering van de Ku Klux Klan. De leider wordt opgepakt en hard aangepakt door Chalky. Maar hij blijkt niet de dader te zijn.
Lucky Luciano is terug in Atlantic City. Wanneer hij Jimmy probeert op te sporen, ontmoet hij diens extreem jonge moeder Gillian. Lucky lijkt onder de indruk van haar en besluit haar te achtervolgen. Gillian geniet van de aandacht en geeft hem hoop.

## Cast
- Steve Buscemi - Enoch "Nucky" Thompson
- Michael Pitt - Jimmy Darmody
- Kelly Macdonald - Margaret Schroeder
- Gretchen Mol - Gillian
- Shea Whigham - Eli Thompson
- Michael K. Williams - Chalky White
- Vincent Piazza - Lucky Luciano
- Paz de la Huerta - Lucy Danziger
- Aleksa Palladino - Angela Darmody
- Dabney Coleman - Commodore Louis Kaestner
- Anthony Laciura - Eddie Kessler
- Emily Meade - Pearl
- Paul Sparks - Mickey Doyle
- Al Linea - Teo D'Alessio
- Max Casella - Leo D'Alessio
- Edoardo Ballerini - Ignacious D'Alessio
- Chris Mulkey - Boss Frank Hague

## Titelverklaring
Anastasia verwijst naar grootvorstin Anastasia Romanov. Na haar dood, die in mysterieuze omstandigheden had plaatsgevonden, beweerde Anna Anderson dat zij Anastasia was. Even kon Anderson de media overtuigen, maar al snel bleek haar verhaal niet te kloppen. Over deze gebeurtenissen leest Margaret in de krant.
De gebeurtenissen omtrent Anastasia zijn in deze aflevering ook van toepassing om Margaret zelf. Wanneer ze op Nucky's verjaardagsfeest in een mooie jurk mag dansen, voelt ze zich even als een prinses. Het is alsof een droom uitkomt. Even voelt ze zich belangrijker dan ze in feite is. De teleurstelling is dan ook groot wanneer ze nadien weer met beide voeten op de grond belandt. Ze hoopt haar eigen droom zo lang mogelijk vol te houden, hetgeen ze in verband brengt met het verhaal van Anna Anderson. Wanneer blijkt dat Anderson niet is wie ze beweert te zijn, stuikt ook Margarets droom in elkaar. Ten slotte besluit ze de mooie jurk, die haar aan het feest doet herinneren, te stelen.

## Culturele verwijzingen
- Jimmy leest het boek Free Air van schrijver Sinclair Lewis. Het boek werd in 1919 voor het eerst uitgebracht.
- Jimmy en Pearl hebben het over actrice Lillian Gish en de film Broken Blossoms or The Yellow Man and the Girl (1919) van D.W. Griffith.
- In de film is een vergadering van de Ku Klux Klan (KKK) te zien.
- Op Nucky's verjaardagsfeest wordt er Château Margaux geserveerd.
- De politici bespreken op het feest de oprichting van de Volkenbond.
- Jimmy en Al Capone hebben het over het Meuse-Argonne Offensief uit de Eerste Wereldoorlog.
- Margaret bespreekt het vrouwenkiesrecht. In Ierland mogen vrouwen al stemmen, terwijl dat in de Verenigde Staten nog niet het geval is.